# تیمور لنگایی
تیمور یوسف لنگائی، (زاده ۱۳۳۵) استاد دانشکده داروسازی و تحقیقات ترجمه در کالج داروسازی دانشگاه فلوریدا (UF) و مدیر مرکز آزمایشگاه هستهٔ ژنراتور فارماکوژنومیک UF است. از سال ۱۳۸۱ (۲۰۰۲ میلادی) به عنوان عضو هیئت علمی در دانشکده داروسازی دانشگاه فلوریدا مشغول به کار شد. پروفسور لنگائی در دومین همایش بین‌المللی دانشجویی بیوتکنولوژی ایران که به ابتکار انجمن علمی دانشجویی بیوتکنولوژی دانشگاه تهران برگزار گردید به ایراد سخنرانی پرداخت.

## تحصیلات
دکتر لنگایی پس از اخذ دیپلم متوسطه از دبیرستان‌های گروه خوارزمی تهران و موفقیت در کنکور اعزام دانشجو به خارج از کشور در سال ۱۳۵۴ به ایالات‌متحده رفت و در رشتهٔ میکروب‌شناسی در دانشگاه تگزاس در آرلینگتون به دریافت دانشنامه لیسانس نائل گشت و پس از بازگشت به ایران در سال ۱۳۶۲ فوق‌لیسانس میکروب‌شناسی و علوم بهداشتی خود را از دانشگاه علوم پزشکی تهران دریافت کرد سپس به مدت ۱۰ سال در دانشگاه تهران و بایر (شرکت) [شرکت داروسازی بایر آلمان (پارس دارو)] به کار و تحقیق پرداخت. پس از آن در سال ۱۳۷۳ (۱۹۹۴ میلادی) برای ادامه تحصیل در دوره دکترای میکروب‌شناسی و ایمنی‌شناسی پزشکی در دانشگاه لاوال به کانادا مهاجرت نمود و در سال ۱۳۷۸ (۱۹۹۹میلادی) تحقیقات دکترای خود را به پایان رساند. پس از اخذ مدرک دکترا به مدت ۳سال در دانشگاه مک‌گیل، دانشگاه مونترآل و دانشگاه ایالتی فلوریدا دوره فوق دکترای خود را تکمیل کرد.
دکتر لنگایی بیش از ۱۰۰ مقاله علمی تحقیقی در ژورنال‌های معتبر آمریکا و اروپا به چاپ رساند و همچنین موفق به ثبت دو اختراع و کشف سه ژن جدید و ناشناخته در عالم پزشکی شد.